# Ari Lemmke
Ari Lemmke (ur. 12 grudnia 1963) - osoba, która nadała systemowi operacyjnemu Linux jego nazwę.
Linus Torvalds planował pierwotnie nazwać swój system operacyjny jako „Freax” (Freax = free + freak + [uni]X). Ari zachęcił Linusa do wystawienia systemu do sieci w celu udostępnienia go  innym. Nie był natomiast zadowolony z nazwy „Freax”. Założył katalog „linux” na swoim serwerze FTP (ftp://ftp.funet.fi/) we wrześniu 1991 roku.
W kwietniu 1992 roku wystartowała grupa dyskusyjna comp.os.linux, która była inicjatywą Ari Lemmke (zastąpiła inną grupę alt.os.linux, która zapoczątkowała swoją działalność w styczniu 1992 roku).